# Bob Regh
Robert Peter Regh, detto Bob (Kenosha, 11 ottobre 1912 – Wellington, 24 giugno 1999), è stato un cestista statunitense, professionista nella NBL.

## Carriera
Giocò per due stagioni nella NBL, disputando complessivamente 12 partite con 2,0 punti di media.